# Bulletin of the California Academy of Sciences
Bulletin of the California Academy of Sciences (abreviado Bull. Calif. Acad. Sci.) fue una revista ilustrada con descripciones botánicas editada por la Academia de Ciencias de California. Se editaron dos volúmenes en los años 1884-1887.